# Zhang Chengye
Dans ce nom chinois, le nom de famille, Zhang, précède le nom personnel.
Pour les articles homonymes, voir Zhang.
Zhang Chengye (en chinois : 張成燁), né le 20 mai 1982 à Jilin, est un biathlète et fondeur chinois. 

## Biographie
Zhang fait ses débuts au biathlon en 2002 et commence sa carrière en équipe nationale en 2003. Sa première participation à la Coupe du monde a lieu en janvier 2004 à Pokljuka. Il accède à son premier et seul podium individuel en terminant deuxième de l'individuelle d'Anterselva le 19 janvier 2005 derrière Ole Einar Bjørndalen, à la grande surprise des observateurs.
En 2006, il participe aux Jeux olympiques de Turin en biathlon et également en ski de fond.
En 2008, il signe son meilleur classement en Coupe du monde avec le 21e rang final.
En 2010, il concourt à ses deuxièmes Jeux olympiques, terminant notamment dix-neuvième sur l'individuelle du biathlon, son meilleur résultat cette année. Il prolonge sa carrière jusqu'aux Championnats du monde 2012.
Il est soldat en dehors du biathlon.

## Palmarès en biathlon

### Jeux olympiques
| Épreuve / Édition | Turin 2006 | Vancouver 2010 |
| Sprint            | 17e        | 32e            |
| Poursuite         | 34e        | 35e            |
| Individuelle      | 50e        | 19e            |
| Mass start        |            |                |
| Relais            |            |                |

### Championnats du monde
| Épreuve / Édition         | Individuelle | Sprint | Poursuite | Départ en masse | Relais                           | Relais mixte                     |
| Mondiaux 2004 Oberhof 88e | 98e          | -      | -         | Abandon         | Épreuve inexistante à cette date |                                  |
| Mondiaux 2005 Hochfilzen  | 14e          | 57e    | 34e       | -               | -                                | Épreuve inexistante à cette date |
| Mondiaux 2007 Antholz     | 65e          | -      | -         | -               | 17e                              | 7e                               |
| Mondiaux 2008 Östersund   | 82e          | 39e    | 28e       | -               | 16e                              | -                                |
| Mondiaux 2009 Pyeongchang | 56e          | 60e    | -         | -               | 24e                              | 14e                              |
| Mondiaux 2012 Ruhpolding  | 98e          | 86e    | -         | -               | 24e                              | -                                |

Légende :

 : épreuve inexistante

- : n'a pas participé à l'épreuve

### Coupe du monde
- Meilleur classement général : 21e en 2008.
- 1 podium individuel : 1 deuxième place.

#### Différents classements en Coupe du monde
| Année     | Classement général final | Sprint | Poursuite | Individuelle | Mass start |
| 2003-2004 | 68e                      | 59e    | 21e       | -            | -          |
| 2004-2005 | 24e                      | 21e    | 60e       | 12e          | 21e        |
| 2005-2006 | 39e                      | 34e    | 57e       | -            | 33e        |
| 2006-2007 | 38e                      | 38e    | 44e       | 44e          | -          |
| 2007-2008 | 21e                      | 29e    | 19e       | 22e          | 19e        |
| 2008-2009 | 72e                      | 71e    | 58e       | -            | -          |
| 2009-2010 | 69e                      | 86e    | 74e       | 35e          | -          |
| 2010-2011 | 106e                     | 97e    | -         | -            | -          |

### Jeux asiatiques
- Médaille d'or du relais en 2007.
- Médaille d'argent du sprint en 2007.
- Médaille de bronze du relais en 2011.

## Palmarès en ski de fond

### Jeux olympiques
| Épreuve / Édition | Turin 2006 |
| Sprint            | 48e        |
| Relais            | 15e        |